# Контрольно-кассовая машина

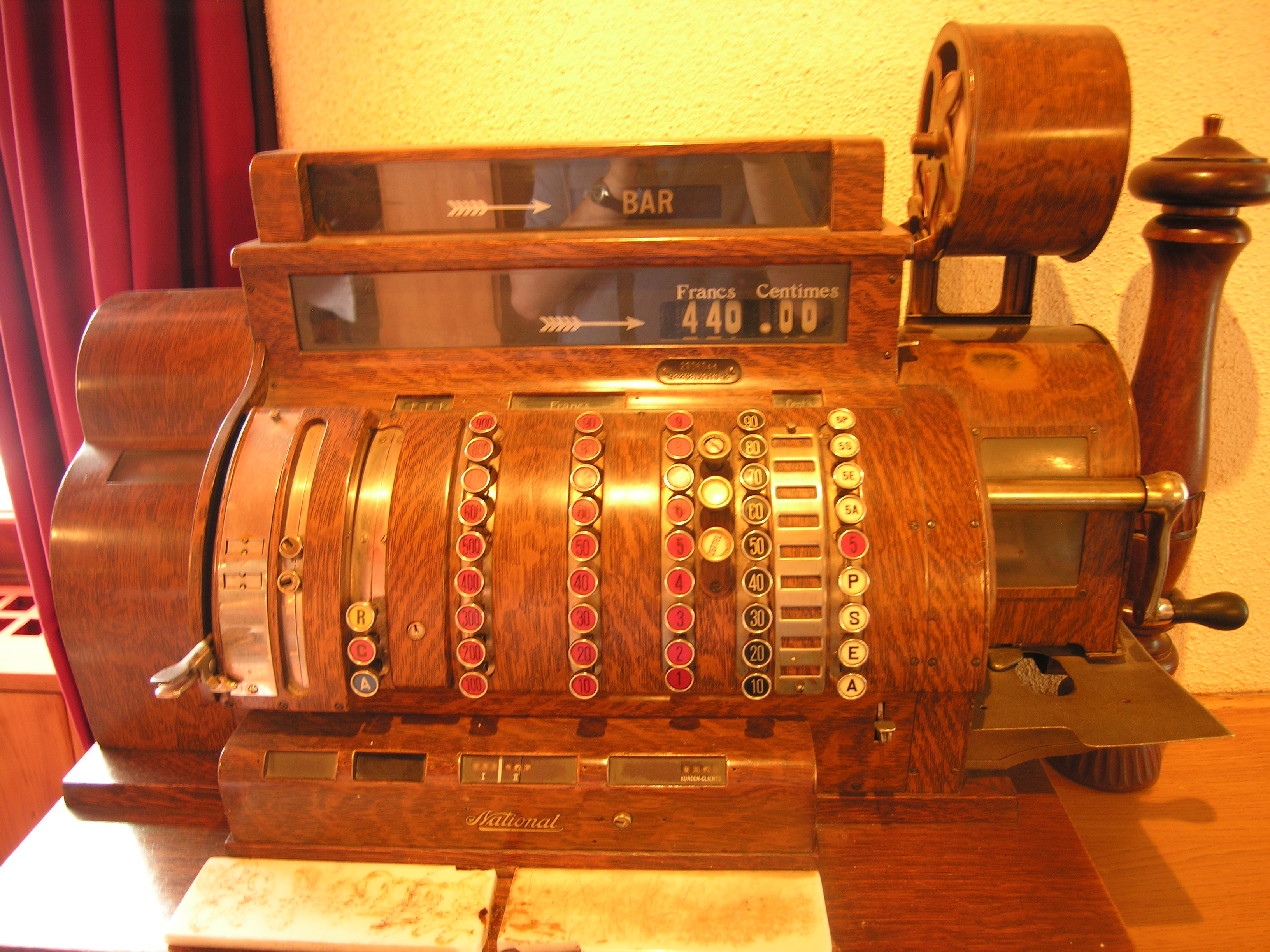
Механический контрольно-кассовый аппарат «National»

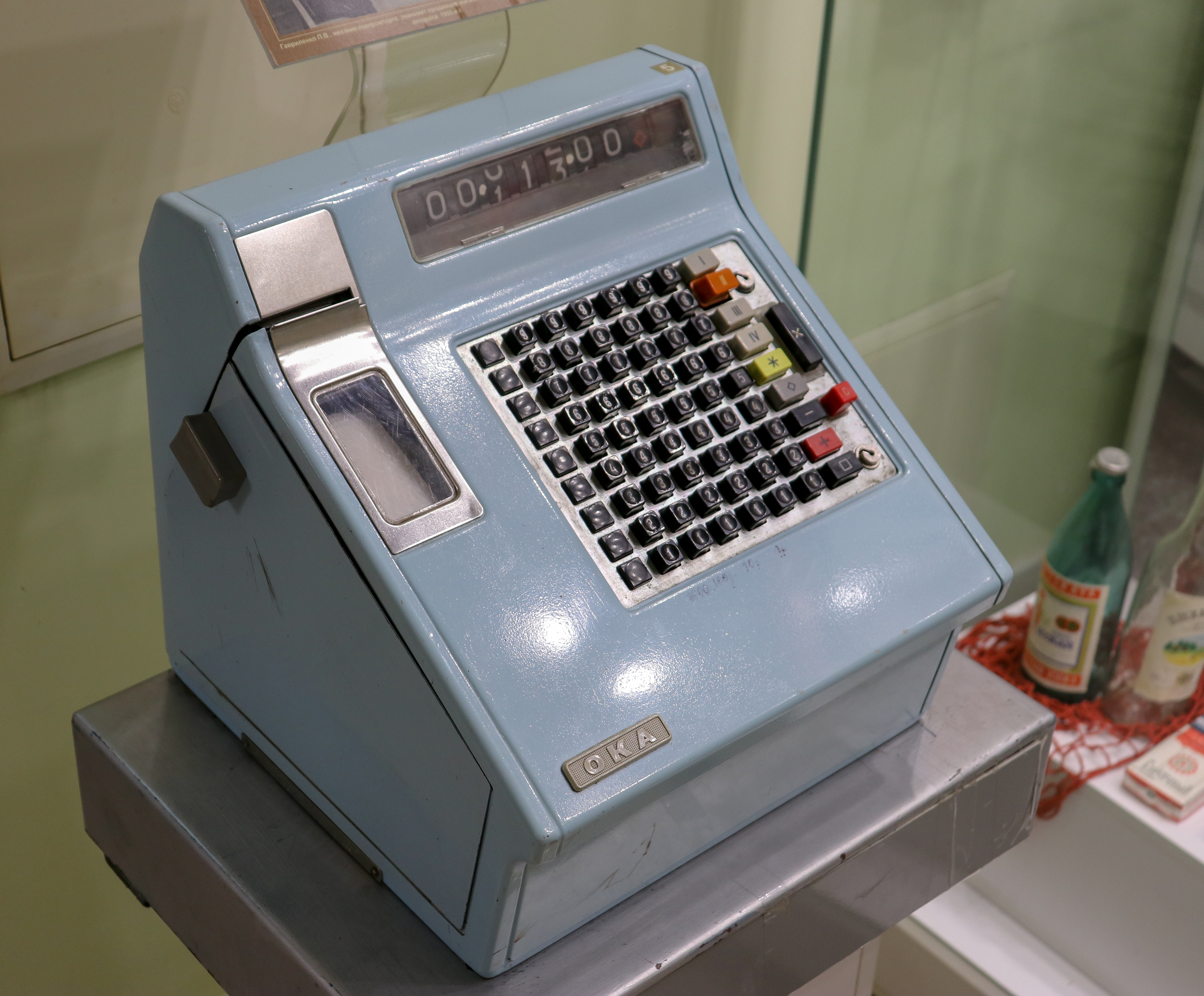
Электромеханический контрольно-кассовый аппарат «Ока»

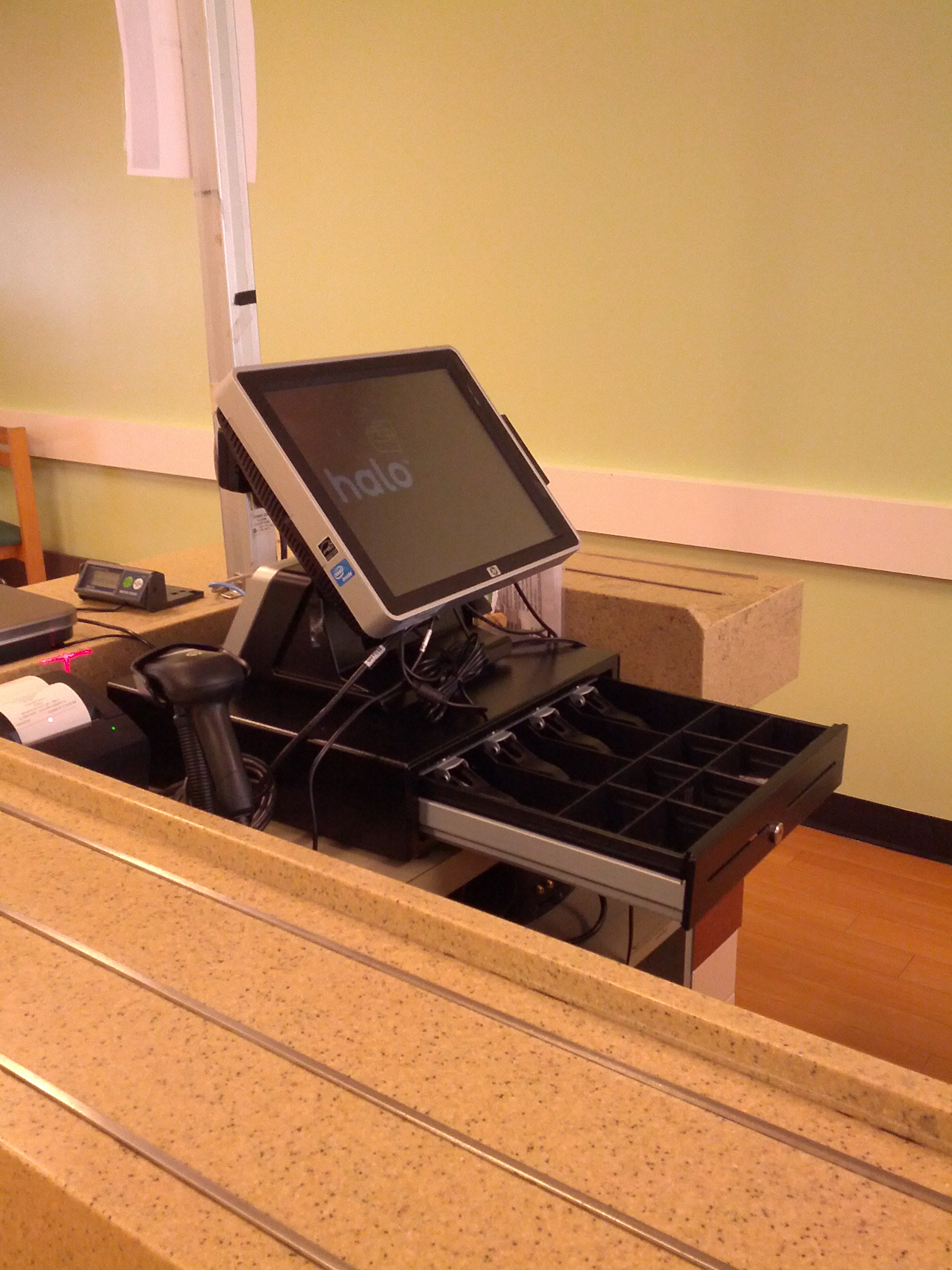
Современный контрольно-кассовый аппарат на основе компьютера.

Контро́льно-ка́ссовая маши́на (ККМ), она же кассовый аппарат предназначена для механизации или цифровизации кассовых операций, учета денежных поступлений, регистрации приобретения товара, печати кассового чека и отправления данных в налоговые службы (в России — ФНС России) или промежуточному оператору, который сделает то же.

## История
13 июля 1875 года Дэвид Браун получил патент на «аппарат для транспортировки товаров, наличных денег и прочих мелких грузов». С этого момента началась эра автоматизации и учёта розничных операций. Эта простая система[какая?] надолго прижилась в магазинах Старого и Нового света, превратившись в такой же ностальгический символ эпохи, каким для советских людей стал, например, автомат с газировкой.
Развитие мегаполисов существенно изменило модель и стиль розничной торговли. В небольших лавочках европейских и американских городов хозяин магазина, как правило, являвшийся и продавцом, знал всех своих клиентов по имени, отпускал товары в кредит, который гасился в конце месяца, и вообще был приятелем и хорошим собеседником, а его предприятие являлось основным источником местных сплетен и новостей. В большом универмаге большого города такая идиллическая картина не могла существовать: клиенты требовали повышенного внимания, деньги — учёта, а продавцы — контроля. Аппарат Дэвида Брауна как раз и был создан для осуществления контроля над всеми расчетами в магазине.
Система представляла собой корзинки, подвешенные к веревочной карусели. Продавец-консультант, как его назвали бы теперь, приняв от клиента деньги за товар, отправлял их в корзинке кассиру, который возвращал назад сдачу и товарный чек. В крупном универмаге кассир сидел в центре «паутины», по нитям которой к нему стекалась наличность из разных отделов. Первый опыт внедрения системы, осуществленный в крупнейшем мебельном магазине в Массачусетсе в 1879 году, привел к существенному увеличению объёмов продаж, сокращению времени на проведение торговой операции и улучшению контроля за движением средств и остатка товара на складе. Лучшей рекламы и не требовалось — система Брауна стала востребованной всеми крупными магазинами, и заказы посыпались со всех концов США, а позже и Европы.
Вильям Лэмсон, владелец того самого мебельного магазина, купил права на изобретение Дэвида Брауна и в 1882 году создал компанию Lamson Cash Railway Company. Система была столь надежна и неприхотлива, что исправно работала долгие годы: в универмаге Лоунса в Нью-Йорке она верой и правдой прослужила целых сто лет без единого дня простоя до самого закрытия магазина в октябре 1995 года. Её техническое обслуживание и устранение поломок занимало считанные минуты и выполнялось любым сотрудником магазина с помощью отвёртки и пассатижей. Разработки новых версий системы шли постоянно: в начале XX века компания представила скоростные варианты на основе пневматической трубы либо, в версии попроще, на основе катапульты из эластичного материала. Однако самый первый вариант все равно оставался наиболее востребованным.
Кассовый аппарат
Первым, кто задумался о контроле денежных поступлений в заведении с несколькими продавцами, был Джеймс Якоб Ритти, владелец бара Pony House в городе Дэйтон (штат Огайо), открытого в 1871 году. Популярное заведение упорно не давало прибыли, так как персонал регулярно прикарманивал выручку, а увольнение и набор новых людей не решали проблемы. Совершая переход из США в Европу, Ритти однажды заглянул в машинное отделение корабля и увидел там тахометр, подсказавший ему идею учитывать принимаемые от клиентов деньги так же, как тахометр учитывает количество оборотов гребного вала.  Сконструированное в 1879 году Ритти устройство  больше походило на часы, чем на кассовый аппарат: сумма покупки отражалась с помощью стрелок на круглом циферблате.
Поняв, что и такую модель продавец может обмануть, Ритти усовершенствовал её: в кассе появились колесики с цифрами, а их движение было синхронизировано передаточным механизмом. «Сумматор» подсчитывал общую сумму заказа, а вся конструкция была помещена в форму, впоследствии распространившуюся по всему миру. Колокольчик на устройстве издавал звон после расчета посетителя. Эта модель получила прозвище «Неподкупный кассир Ритти».
Третье усовершенствование Ритти было направлено на защиту интересов покупателей: аппарат был дополнен специальной бумажной лентой, на которой перфоратором пробивалась сумма по каждой операции, проведенной кассиром, что позволяло удостовериться, что клиента не обсчитали. Отсюда пошла фраза «пробить чек». Эта функция позволила налоговым органам впоследствии сделать кассовый аппарат обязательным во всех розничных точках: он сохранял в памяти информацию обо всех платежах, эта функция - самый ранний прообраз фискального накопителя, применяющегося во всех современных компьютерных кассовых аппаратах. Последняя модификация кассы Ритти была оборудована ящиком для денег: секциями для мелочи и купюр с прижимными механизмами для последних. Запатентовав своё изобретение, Ритти продал его Джону Генри Паттерсону .
Джон Генри Паттерсон в 1884 году создал компанию National Cash Register Company (NCR). В 1906 году  инженеры компании NCR  во главе с Чарльзом Кеттерингом изобретели первый кассовый аппарат на электромоторе с кнопочным приводом. Кеттеринг за пять лет работы в компании получил более двадцати патентов на разные изобретения, совершенствуя конструкцию кассовых аппаратов.
Всемирное распространение
Паттерсон предлагал клиентам не столько сами кассовые аппараты, сколько выгоду от их использования, прописав для своих сотрудников целую систему продвижения продукции. Таким образом, с 1884 по 1911 год в мире было продано более миллиона кассовых аппаратов, а к 1917 году The National Cash Register Company  захватила около 95% рынка, безжалостно скупая конкурентов и перенимая их идеи, а иногда разрабатывая инструкции по компрометации конкурирующих конструкций, представляя их менее надежными, чем у NCR.

### В Советском Союзе
До Великой Отечественной войны кассовые аппараты в СССР использовались мало — в основном это были устаревшие импортные изделия. 
В 1923 году открылось первое и единственное в своё время предприятие по ремонту пишущих машин, счётных и кассовых аппаратов — «Бюро точной механики 1-го МГУ». 
В 1938—1939 годах советское правительство приняло решение о создании Рязанского завода кассовых машин (кассовых аппаратов), однако реализация проекта началась только после войны, с 1946 года. Изначально модели А1Т или линейка устройств КИМ были исключительно механическими и приводились в действие поворотной ручкой. Позже их конструкция стала электромеханической, с питанием от обычной сети. 
Но даже с появлением в 1975 году модели кассового аппарата «Ока», созданной на основе шведского прототипа, на боковой стенке каждой машинки ещё прикреплялась ручка «для завода», использовавшаяся в экстренных случаях при перебоях с электричеством.
Кассовый аппарат «Ока 4401» заправляли сразу двумя рулонами лент: одна служила для распечатывания чеков для покупателя, вторая — для ведения контрольного протокола, она экспонировалась под стеклом на панели рядом с кнопками, так что кассир мог оперативно увидеть свою ошибку.
В 1980-е годы появились первые цифровые кассовые аппараты, — например, Искра-302А, имевшая встроенную оперативную память на магнитных сердечниках, она была построена на дискретных логических микросхемах. Такие аппараты использовались в сберкассах и на почте.

## Классификация ККМ
В настоящее время ККМ классифицируются только по конструкции.
- Автономная ККМ — это кассовая машина, расширение функциональных возможностей которой может достигаться только за счет подключения дополнительных устройств ввода-вывода, управляемых ККМ по размещенным в ней программам. К автономным ККМ относятся и портативные ККМ, имеющие возможность работы без постоянного подключения к электросети, это достигается благодаря расположенному внутри корпуса аккумулятору.
- Пассивная системная ККМ — это кассовая машина, имеющая возможность работать в компьютерно-кассовой системе, но не имеющая возможности управлять работой этой системы. Пассивная системная ККМ может использоваться как автономная ККМ.
- Активная системная ККМ — это кассовая машина, имеющая возможность работать в компьютерно-кассовой системе, управляя при этом работой системы. К активной системной ККМ относится также POS-терминал — ККМ с фискальной памятью, обладающая возможностями персонального компьютера по вводу-выводу, хранению, обработке и отображению информации. Активная системная ККМ может использоваться как пассивная системная или автономная ККМ.
- Фискальный регистратор — это ККМ, способная работать только в составе компьютерно-кассовой системы, получая данные через канал связи.
- ЧПМ (чекопечатающая машина) — это кассовая машина, не имеющая встроенной фискальной памяти и ЭКЛЗ, может быть как автономной, так и в составе компьютерно-кассовой системы. Не требуют регистрации в Федеральной налоговой службе (ИФНС). Применяются в системе единого налога на вменённый доход (ЕНВД).
- АСПД (Автоматизированная система печати документов) — отличается от чекопечатающей машины (ЧПМ) тем, что работает только в составе компьютерно-кассовой системы.

## В Российской Федерации
ККМ в России — это инструмент контроля со стороны государства за налично-денежным оборотом, полнотой и своевременностью оприходования предприятиями наличной выручки. В остальном мире используется владельцами для упрощения учёта товаров и контроля продавцов.
Современный кассовый аппарат имеет в своем составе дисплей, клавиатуру и печатающее устройство, которое печатает на специальной бумажной ленте.
Кассовый аппарат используется при расчётах за проданные товары и выполненные услуги. Основная задача кассового аппарата — фиксировать на бумаге (кассовом чеке) сделку купли-продажи. Кассовые аппараты бывают фискальные (применяются в странах где действует фискальное законодательство) и нефискальные. Фискальные кассовые аппараты отличаются от нефискальных наличием фискальной памяти — носителя информации, данные из которого нельзя удалить, а также другими особенностями конструкции, описанными местным фискальным законодательством. В фискальной памяти накапливаются данные об операциях, совершенных при помощи данного кассового аппарата.
В Российской Федерации правила использования кассовых аппаратов определяет закон «О применении контрольно-кассовой техники при осуществлении расчетов в Российской Федерации».

Статья 1.1. Основные понятия, используемые в настоящем Федеральном законе
Для целей настоящего Федерального закона используются следующие основные понятия:
контрольно-кассовая техника - электронные вычислительные машины, иные компьютерные устройства и их комплексы, обеспечивающие запись и хранение фискальных данных в фискальных накопителях, формирующие фискальные документы, обеспечивающие передачу фискальных документов в налоговые органы через оператора фискальных данных и печать фискальных документов на бумажных носителях в соответствии с правилами, установленными законодательством Российской Федерации о применении контрольно-кассовой техники.

В зависимости от сложности прибора различают контрольно-кассовые машины и фискальные регистраторы:
- ККМ — это автономный прибор, на котором оператор (продавец-кассир) набирает сумму покупки и „пробивает“ (печатает) чек.
- ФР — это прибор, которым управляет компьютер, входящий в состав автоматизированного места продавца-кассира».

### Онлайн-касса
В июле 2016 года были приняты поправки к федеральному закону 54 «О применении контрольно-кассовой техники при осуществлении наличных денежных расчетов», обязывающие всех предпринимателей заменить традиционные кассовые аппараты онлайн-кассами, упрощающими процесс передачи данных в Федеральную налоговую службу. Предполагается, что это нововведение позволит сделать более прозрачным рынок розничной торговли в России.
С 1 февраля 2017 года налоговые инстанции прекратили регистрировать аппараты старого образца. Полностью на онлайн-кассы большинство предпринимателей перешло с 1 июля 2017 года. Годовую отсрочку получили те, кто работает по ЕНВД и на патенте, их переход должен быть завершён к 1 июля 2018 года.
Онлайн-кассы позволяют отправлять чеки по SMS и электронной почте, а также передавать данные об операциях в налоговую. Для их внедрения от предпринимателей требуются затраты на обновление кассовой техники, оплата подписки в ОФД и обеспечение постоянного доступа к интернету. Цель введения онлайн-касс — уменьшить объём серой экономики, в том числе в сфере микропредпринимательства (работа на дому, сфера услуг, уличная торговля).
Новые онлайн-кассы почти ничем не отличаются от старых, многие старые могут быть доработаны под новый закон. Единственное отличие — в форме чека (например, теперь обязательным является QR код) и в том, что помимо регистрации покупки в фискальном накопителе (ФН), информация о каждом заказе поступает через посредника (оператора фискальных данных, ОФД) в налоговый орган через Интернет. Услуги ОФД являются платными, предоставляются по подписке стоимостью три тысячи рублей в год для одной ККМ. Дополнительным скрытым платежом является покупка или аренда фискального накопителя, зачастую с ежегодной заменой. Использование ОФД обязательно в большинстве ситуаций, для которых законом предусмотрено применение ККТ при приеме наличности (с июля 2018 года).
Большинство существующего программного обеспечения уже поддерживает работу с онлайн-кассами. Стоимость программы кассира сильно варьируется в зависимости от функционала. С июля 2018 все программы обязаны слать данные о каждом товаре (название и артикул) в накопитель кассы и в ОФД.
Последовательность действий при работе на новой контрольно-кассовой технике такова:  

Покупатель производит расчет за покупку путем передачи наличных денежных средств или посредством банковской карты.  

Кассир вводит данные о покупке в ККМ, происходит формирование кассового чека. 
 
Данные о проведенной операции поступают на фискальный накопитель.  

Фискальный накопитель подписывает чек индивидуальным фискальным признаком и шифрует его для дальней передачи ОФД.  

Происходит передача фискальным накопителем чека в ОФД.  

ОФД проверяет полученный чек и сообщает ККМ о принятии указанного документа. 

ОФД сохраняет полученные данные и передаёт их в налоговый орган.
Сложности при реализации проекта
По мнению ряда экспертов, внедрение онлайн-касс может обернуться для малого и микробизнеса существенной финансовой нагрузкой. Замена одного кассового аппарата обойдется в среднем около 40 тыс. рублей. Фискальный накопитель (устройство для шифрования и защиты фискальных данных, без которого работа онлайн-касс невозможна) требуется регулярно менять. Кроме того, компаниям потребуются специалисты для установки и обслуживания нового оборудования, а это увеличение фонда оплаты труда.
Другой вид сложностей связан со способом передачи данных в ОФД, который в свою очередь передаст данные в ФНС. Онлайн-кассы могут передавать их только при наличии интернет-сигнала, с которым в деревнях и городских магазинах, расположенных в подвальных помещениях, очень непросто.
Еще одна проблема — обучение персонала работе на новых кассах. Продавец должен спрашивать каждого покупателя о желании получить электронный чек. А это сильно усложнит и замедлит процесс продажи.
При этом по состоянию на июль 2017 года в стране наблюдался дефицит фискальных накопителей, в том числе и в Москве.

### Облачная касса
Облачная касса — это физическая онлайн-касса с фискальным накопителем, которая находится не у компании в офисе или торговой точке, а у арендодателя в дата-центре. Компания получает к ней удаленный доступ — иначе говоря, использует «в облаке».
Фискализация платежей происходит удаленно. Чек облачная касса не печатает, а отправляет клиенту на электронную почту или телефон.
Бизнес может использовать облачную кассу, если принимает наличную или безналичную оплату:
- на сайте, в интернет-магазине, маркетплейсе, в приложении.
- на территории клиента: при доставке товаров курьером или при оказании выездных услуг (например, если вы сантехник или дизайнер интерьера);
- на борту транспорта;
- через автоматическое устройство: вендинговые аппараты, платежные терминалы.

### Правовое регулирование
Нормативно-правовые акты о применении ККМ в Российской Федерации:
- Федеральный закон № 54-ФЗ от 22 мая 2003 года «О применении контрольно-кассовой техники при осуществлении расчетов в Российской Федерации».
- Федеральный закон № 103-ФЗ от 03 июня 2009 года «О деятельности по приёму платежей физических лиц, осуществляемой платежными агентами».
- Реестр контрольно-кассовой техники сведения о моделях контрольно-кассовой техники.

Регистрация ККМ в Инспекции Федеральной налоговой службы (ИФНС)
Любые ККТ до начала использования на точках продаж необходимо зарегистрировать в налоговой инспекции (ИФНС) по месту учёта организации. Заявление может подать либо Юридическое лицо-владелец, самостоятельно — дистанционно через ЛК ФНС с использованием ЭЦП, так и путём физически посещения налоговой инспекции и подачи бумажного заявления.

Для снятия с учёта, на ккт печатается отчёт о закрытии ФН, и по аналогии с регистрацией передаются данные в ФНС.
Сроки эксплуатации ФН зависят от режима налогообложения, а также вида деятельности — например автономный режим или продажа подакцизных товаров.